# SN 2010hf
SN 2010hf – supernowa typu IIb odkryta 31 sierpnia 2010 roku w galaktyce M+09-11-21. W momencie odkrycia miała maksymalną jasność 18,30m.